# Russell Westbrook
Russell Westbrook (ur. 12 listopada 1988 w Hawthorne) – amerykański koszykarz, występujący na pozycji rozgrywającego w Denver Nuggets. MVP ligi NBA z sezonu 2016/17. Mistrz olimpijski z Londynu (2012) i świata z Turcji (2010).

## Dzieciństwo
Dorastał w Hawthorne w Kalifornii. Ma młodszego brata, Raynarda, który próbował swoich sił w futbolu amerykańskim.

## Kariera w NBA
Został wybrany z czwartym numerem w drafcie w 2008 roku przez Seattle SuperSonics. Z przeniesionym do Oklahoma City zespołem Thunder podpisał umowę 5 czerwca 2008 roku.
Został wybrany najlepszym „pierwszoroczniakiem” Konferencji Zachodniej w miesiącach grudniu i lutym. W grudniu osiągał średnio 15,5 punktów, 5,1 asyst i 5,1 zbiórek na mecz, a w lutym – 20,6 punktów, 5,9 asyst i 6,1 zbiórek na mecz.
1 lutego 2009 roku pobił życiowy rekord, zdobywając 34 punkty w przegranej z Sacramento Kings. Trafił 7 z 18 rzutów z gry oraz 20 z 22 rzutów osobistych.
Był kandydatem do występu w konkursie wsadów NBA, ale w głosowaniu fanów przegrał z Hiszpanem Rudym Fernandezem.
2 marca 2009 zanotował triple-double, zdobywając 17 punktów oraz 10 zbiórek i 10 asyst. Był pierwszym debiutantem który to dokonał od czasu Chrisa Paula w sezonie 2005/06.
Zajął czwarte miejsce w głosowaniu na debiutanta roku, za Derrickiem Rosem, O.J. Mayo i Brookiem Lopezem.
19 czerwca 2012 w meczu przeciwko Miami Heat trafił do kosza rywali 20 razy i zdobył 43 punkty. Tym samym dołączył do pozostałych koszykarzy NBA, którzy rzucili w play-off więcej niż 40 punktów.
Podczas Meczu Gwiazd NBA 2015 zdobył 41 punktów i został wybrany MVP tego spotkania. Tym samym zbliżył się do rekordu Wilta Chamberlaina z 1962 roku w największej liczbie punktów zdobytych podczas Meczu Gwiazd NBA (42).
Pierwszy sezon po odejściu z Oklahomy Kevina Duranta był dla Westbrooka rekordowy. W sezonie 2016-17 został drugim, po Oscarze Robertsonie, zawodnikiem w historii NBA ze średnimi na poziomie triple-double (31,9 pkt, 10,7 zb i 10,4 as). W tym samym sezonie pobił też, należący również do Robertsona, rekord liczby triple-doubles w rozgrywkach zasadniczych (42 przy 41 triples-doubles Robertsona w sezonie 1961-62). 7 marca 2017 Westbrook w przegranym meczu przeciwko Portland Trail Blazers rzucił rekordowe w swojej karierze 58 punktów. Został także liderem strzelców NBA i trzecim najlepiej podającym (pod względem liczby zdobytych asyst) w lidze.
16 lipca 2019 trafił w wyniku wymiany do Houston Rockets. 2 grudnia 2020 wymieniono go do Washington Wizards. 6 sierpnia 2021 został wytransferowany do Los Angeles Lakers. 9 lutego 2023 w wyniku wymiany trafił do Utah Jazz. 22 lutego 2023 dołączył do Los Angeles Clippers.
26 lipca 2024 podpisał kontrakt z Denver Nuggets. Westbrook został drugim rozgrywającym w historii NBA, który przekroczył barierę 26 tysięcy zdobytych punktów.

## Osiągnięcia

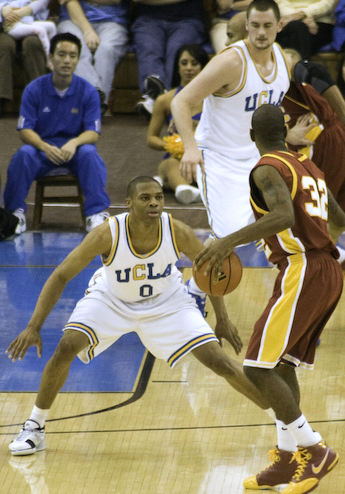
Westbrook w barwach UCLA Bruins, broniący przeciw O.J. Mayo z Southern California Trojans. W tle Kevin Love.

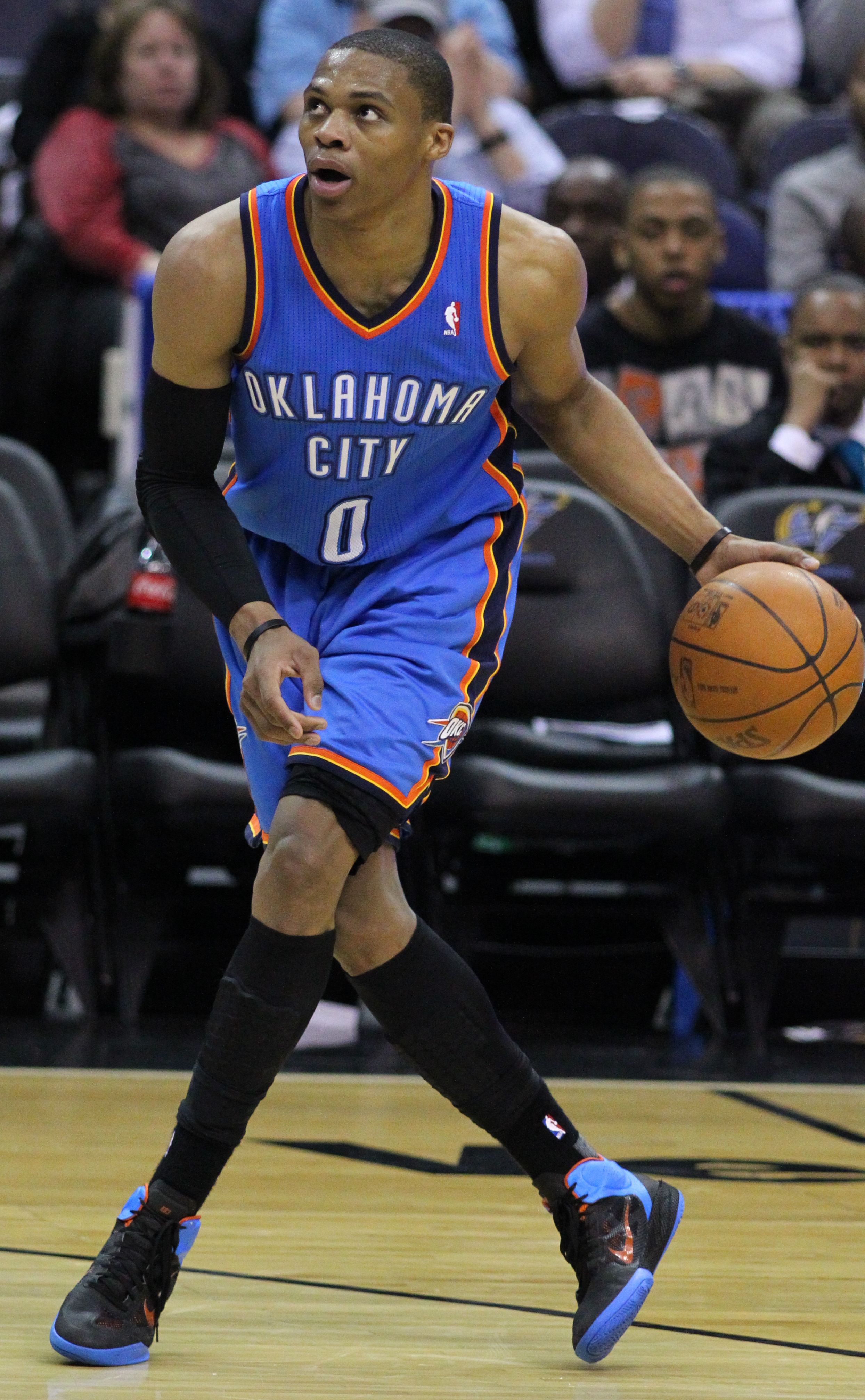
Russell Westbrook w marcu 2011.

Stan na 24 lutego 2023, na podstawie, o ile nie zaznaczono inaczej.

### NCAA
- Uczestnik NCAA Final Four (2007, 2008)
- Mistrz:
  - turnieju konferencji Pac-12 (2008)
  - sezonu regularnego Pac-12 (2007, 2008)
- Obrońca roku konferencji Pac-12 (2008)[18]
- Zaliczony do:
  - I składu:
    - turnieju Pac-12 (2008)
    - defensywnego Pac-12 (2008)

  - III składu Pac-12 (2008)

### NBA
- Wicemistrz NBA (2012)[19]
- MVP:
  - sezonu zasadniczego NBA (2017)[20]
  - meczu gwiazd (2015, 2016)[21]
- Zaliczony do:
  - I składu:
    - NBA (2016, 2017)
    - debiutantów NBA (2009)[22]

  - II składu NBA (2011–2013, 2015, 2018[23])
  - III składu NBA (2019[24], 2020[25])
  - składu najlepszych zawodników w historii NBA, wybranego z okazji obchodów 75-lecia istnienia ligi (2021)[26]
- Laureat nagrody Best Style (2018)[27]
- Lider:
  - sezonu regularnego w średniej:
    - zdobytych punktów (2015, 2017)[28]
    - asyst (2018, 2019)

  - play-off w:
    - średniej w:
      - zdobytych punktów (2017)[29]
      - asyst (2016, 2017)[30]
      - przechwytów (2017)[31]

    - liczbie celnych rzutów wolnych (2014)[32]
- Uczestnik:
  - meczu gwiazd NBA (2011–2013, 2015–2020)[33][34]
  - Rookie Challenge (2009, 2010)
  - Skills Challenge (2010, 2012)[35]
- Zawodnik:
  - miesiąca konferencji zachodniej (luty-kwiecień 2015)
  - tygodnia konferencji zachodniej (8.02.2010, 22.11.2010, 6.12.2010, 18.01.2011, 7.03.2011, 30.01.2012, 13.02.2012, 11.02.2013, 09.02.2015, 9.03.2015)
- 2-krotny debiutant miesiąca (grudzień 2008, luty 2009)

Reprezentacja
- Mistrz:
  - świata (2010)[36]
  - olimpijski (2012)[37]

## Statystyki w NBA
Stan na koniec sezonu 2023/24, na podstawie.

### Sezon regularny
| Sezon   | Drużyna       | M    | S5   | MPG  | FG%   | 3P%   | FT%   | RPG  | APG  | SPG | BPG | PPG  |
| ------- | ------------- | ---- | ---- | ---- | ----- | ----- | ----- | ---- | ---- | --- | --- | ---- |
| 2008/09 | Oklahoma City | 82   | 65   | 32,5 | 39,8% | 27,1% | 81,5% | 4,9  | 5,3  | 1,3 | 0,2 | 15,3 |
| 2009/10 | Oklahoma City | 82   | 82   | 34,3 | 41,8% | 22,1% | 78,0% | 4,9  | 8,0  | 1,3 | 0,4 | 16,1 |
| 2010/11 | Oklahoma City | 82   | 82   | 34,7 | 44,2% | 33,0% | 84,2% | 4,6  | 8,2  | 1,9 | 0,4 | 21,9 |
| 2011/12 | Oklahoma City | 66   | 66   | 35,3 | 45,7% | 31,6% | 82,3% | 4,6  | 5,5  | 1,7 | 0,3 | 23,6 |
| 2012/13 | Oklahoma City | 82   | 82   | 34,9 | 43,8% | 32,3% | 80,0% | 5,2  | 7,4  | 1,8 | 0,3 | 23,2 |
| 2013/14 | Oklahoma City | 46   | 46   | 30,7 | 43,7% | 31,8% | 82,6% | 5,7  | 6,9  | 1,9 | 0,2 | 21,8 |
| 2014/15 | Oklahoma City | 67   | 67   | 34,4 | 42,6% | 29,9% | 83,5% | 7,3  | 8,6  | 2,1 | 0,2 | 28,1 |
| 2015/16 | Oklahoma City | 80   | 80   | 34,4 | 45,4% | 29,6% | 81,2% | 7,8  | 10,4 | 2,0 | 0,3 | 23,5 |
| 2016/17 | Oklahoma City | 81   | 81   | 34,6 | 42,5% | 34,3% | 84,5% | 10,7 | 10,4 | 1,6 | 0,4 | 31,6 |
| 2017/18 | Oklahoma City | 80   | 80   | 36,4 | 44,9% | 29,8% | 73,7% | 10,1 | 10,3 | 1,8 | 0,3 | 25,4 |
| 2018/19 | Oklahoma City | 73   | 73   | 36,0 | 42,8% | 29,0% | 65,6% | 11,1 | 10,7 | 1,9 | 0,5 | 22,9 |
| 2019/20 | Houston       | 57   | 57   | 35,9 | 47,2% | 25,8% | 76,3% | 7,9  | 7,0  | 1,6 | 0,4 | 27,2 |
| 2020/21 | Washington    | 65   | 65   | 36,4 | 43,9% | 31,5% | 65,6% | 11,5 | 11,7 | 1,4 | 0,4 | 22,2 |
| 2021/22 | L.A. Lakers   | 78   | 78   | 34,3 | 44,4% | 29,8% | 66,7% | 7,4  | 7,1  | 1,0 | 0,3 | 18,5 |
| 2022/23 | L.A. Lakers   | 52   | 3    | 28,7 | 41,7% | 29,6% | 65,5% | 6,2  | 7,5  | 1,0 | 0,4 | 15,9 |
| 2022/23 | L.A. Clippers | 21   | 21   | 30,2 | 48,9% | 35,6% | 65,8% | 4,9  | 7,6  | 1,1 | 0,5 | 15,8 |
| 2023/24 | L.A. Clippers | 68   | 11   | 22,5 | 45,4% | 27,3% | 68,8% | 5,0  | 4,5  | 1,1 | 0,3 | 11,1 |
| Razem   |               | 1162 | 1039 | 33,6 | 43,8% | 30,4% | 77,6% | 7,1  | 8,1  | 1,6 | 0,3 | 21,7 |

### Play-offy
| Sezon | Drużyna       | M  | S5 | MPG  | FG%   | 3P%   | FT%   | RPG  | APG  | SPG | BPG | PPG  |
| ----- | ------------- | -- | -- | ---- | ----- | ----- | ----- | ---- | ---- | --- | --- | ---- |
| 2010  | Oklahoma City | 6  | 6  | 35,3 | 47,3% | 41,7% | 84,2% | 6,0  | 6,0  | 1,7 | 0,2 | 20,5 |
| 2011  | Oklahoma City | 17 | 17 | 37,5 | 39,4% | 29,2% | 85,2% | 5,4  | 6,4  | 1,4 | 0,4 | 23,8 |
| 2012  | Oklahoma City | 20 | 20 | 38,4 | 43,5% | 27,7% | 80,2% | 5,5  | 5,9  | 1,6 | 0,4 | 23,1 |
| 2013  | Oklahoma City | 2  | 2  | 34,0 | 41,5% | 22,2% | 85,7% | 6,5  | 7,0  | 3,0 | 0,0 | 24,0 |
| 2014  | Oklahoma City | 19 | 19 | 38,7 | 42,0% | 28,0% | 88,4% | 7,3  | 8,1  | 2,2 | 0,3 | 26,7 |
| 2016  | Oklahoma City | 18 | 18 | 37,4 | 40,5% | 32,4% | 82,9% | 6,9  | 11,0 | 2,6 | 0,1 | 26,0 |
| 2017  | Oklahoma City | 5  | 5  | 38,8 | 38,8% | 26,5% | 80,0% | 11,6 | 10,8 | 2,4 | 0,4 | 37,4 |
| 2018  | Oklahoma City | 6  | 6  | 39,2 | 39,8% | 35,7% | 82,5% | 12,0 | 7,5  | 1,5 | 0,0 | 29,3 |
| 2019  | Oklahoma City | 5  | 5  | 39,4 | 36,0% | 32,4% | 88,5% | 8,8  | 10,6 | 1,0 | 0,6 | 22,8 |
| 2020  | Houston       | 8  | 8  | 32,8 | 42,1% | 24,2% | 53,1% | 7,0  | 4,6  | 1,5 | 0,3 | 17,9 |
| 2021  | Washington    | 5  | 5  | 37,2 | 33,3% | 25,0% | 79,1% | 10,4 | 11,8 | 0,4 | 0,2 | 19,0 |
| 2023  | L.A. Clippers | 5  | 5  | 38,4 | 41,0% | 35,7% | 88,0% | 7,6  | 7,4  | 1,2 | 1,4 | 23,6 |
| 2024  | L.A. Clippers | 6  | 0  | 19,0 | 26,0% | 23,5% | 61,5% | 4,2  | 1,7  | 1,2 | 0,5 | 6,3  |